# Stary Gołębin
Stary Gołębin (prononciation : [ˈstarɨ ɡɔˈwɛmbin]) est un village polonais de la gmina de Czempiń dans le powiat de Kościan de la voïvodie de Grande-Pologne dans le centre-ouest de la Pologne.
Il se situe à environ 9 kilomètres au sud de Czempiń (siège de la gmina), à 10 kilomètres à l'est de Kościan (siège du powiat) et à 37 kilomètres au sud de Poznań (capitale régionale).
Le village possédait une population de 650 habitants en 2011.

## Histoire
De 1975 à 1998, le village faisait partie du territoire de la voïvodie de Poznań.

Depuis 1999, Stary Gołębin est situé dans la voïvodie de Grande-Pologne.